# Minnie Hauk
Minnie Hauk (született Amalia Mignon Hauck) (New York, 1851. november 16. – Bern, 1929. február 6.) operaénekesnő.

## Életútja
Apja tanár volt. 12 éves korában feltűnt egy jótékonycélú hangversenyen, New Orleansban. Első leckéit Courteau-nál vette, azután tovább tanult Ernani Achilnál. Első sikerét a Lindában érte el. Az Alvajáróban, a Normában is sikere volt. Boston, Chicago, Baltimore, Cincinnati színpadjain lépett fel. 1871-ben Bécsben ünnepelték, 1878-ban Berlinbe szerződött. Magyarországon 1873—76-ban vendégszerepelt. 1873. szeptember 4-én Tévedt nő (Traviata), 6-án Hamlet, 8-án Fra Diavolo, 11-én Faust, 13-án Romeo és Júlia, 16-án Szevillai borbély, 20-án Mignon főszerepekben. November 22-én Cherubin, a Figaro lakodalmában. 1874. január havában a bécsi Komische Oper megnyitóján énekelte Rosinát, de már február 24-én a Nemzeti Színházban, a Hunyadi László 200. előadásán Gara Máriát; júniusban is vendégszerepelt ismét 1875. február 4-től május végéig, április 10-én Aidát kreálta, a Bolygó hollandiban, Don Pasqualéban is fellépett. Magyarországról Bécsbe ment. Az 1876. szeptemberi hónapot is a Nemzeti Színháznál töltötte. 1891-ben Amerikában volt szerződtetve. Első magyarországi fellépésekor ezeket írta róla a Reform (1875. június 8-án): »Szép, érzéki jelenség, hangja tiszta és csengő, éneklőmodora könnyű és biztos, játéka erősen és elmésen ki van dolgozva.« Amikor 1875. február 4-én a Szevillai borbélyban mint Rozina fellépett, a második felvonásban a Maros vize folyik csendesen c. magyar dallal sűrű tapsokat kapott. (Reform.) 1881. szeptember havában Ernst von Hesse-Wartegg osztrák íróval házasságra lépett Londonban. Később megvált a színpadtól. Emlékei (Amerikában, angolul) megjelentek 2 kötetben, 1928-ban.